# Wilhelm Elven
Wilhelm Hubertus Elven (* 4. Januar 1825 in Köln; † 4. Januar 1901) war ein deutscher Jurist und preußischer Abgeordneter.

## Leben
Elven studierte seit 1843 Rechtswissenschaften in Bonn und Heidelberg. Seit 1860 war er Rechtsanwalt am Appellationsgericht in Köln. Seit 1870 trug er den Titel Justizrat. Zeitweise war er Vorsitzender der Anwaltskammer in Köln. Zwischen 1894 und 1898 gehörte er dort der Stadtverordnetenversammlung an.
Zwischen 1866 und 1870 war er Mitglied des preußischen Abgeordnetenhauses. Er gehörte dem liberalen linken Zentrum an. Zumindest 1866/1867 vertrat er dabei den Wahlkreis Olpe-Meschede. Er setzte sich 1866 gegen Stadtrat Baudri ebenfalls aus Köln durch. Im Sauerland trat er im Wahlkreis Arnsberg-Meschede-Olpe 1867 auch als Kandidat für den konstituierenden Reichstag des Norddeutschen Bundes an. Von Seiten der Katholiken wurde Elven insbesondere von Clemens August von Westphalen zu Fürstenberg massiv angegriffen. Dazu gehörte auch der Versuch ihn als Freimaurer zu diskreditieren. Die Konservativen nominierten den ehemaligen Oberpräsidenten Franz von Duesberg und das katholische Lager Hermann von Mallinckrodt, der die Wahl auch gewann. Allerdings nahm er das Mandat dieses Wahlkreises nicht an, so dass in einer Nachwahl Peter Reichensperger gewählt wurde.